# Jebel Zerhoun
Jebel Zerhoun är ett berg i Marocko.   Det ligger i regionen Fès-Meknès, i den nordöstra delen av landet, 120 km öster om huvudstaden Rabat. Toppen på Jebel Zerhoun är 1 118 meter över havet.